# InfoWars
InfoWars è un giornale on-line statunitense indipendente che tratta principalmente politica e teorie del complotto, improntato all'alt-right e fondato dal cospirazionista Alex Jones nel 6 marzo 1999.
Ha dichiarato bancarotta nel marzo 2023, è attualmente all'asta. The Onion, testata satirica statunitense il 14 novembre 2024. ha dichiarato di avere rilevato Infowars ma l'acquisizione è stata bloccata.